# 孔祥林 (1907年)
孔祥林（1907年—1967年），原名祥楠，又名翔男，别号孔孑，后更名祥林。山东济宁人，中国共产党官员。

## 生平
孔祥林是今山东省济宁市市中区东门大街人。早年就读于山东省立第七中学、北平大学预科。后中途弃学，到中国南方加入中国国民党。1927年秋， 孔祥林返回济宁，任教于第一高等小学，并进行秘密革命活动。1928年春，国民革命军第二集团军方振武部占领济宁后，孔祥林任中国国民党济宁县党部常委，主持济宁县党部工作。1929年，孔祥林被國民黨右派排挤出济宁县党部，到山东省立第七中学任教。1930年，孔祥林与人集资创办晨光书店，并且登报声明脱离中国国民党。
1937年冬，孔祥林赴延安。1938年4月，入中国人民抗日军政大学学习，1938年6月加入中国共产党。自中国人民抗日军政大学第四期毕业后，孔祥林奉派赴山东抗日根据地任职，路经安徽涡阳时，经中共党组织批准，留任新四军六支队财务秘书。1941年皖南事变后，孔祥林任新四军四师后梯队政治处副处长，后来担任新四军政治部干事兼军直机关党总支书记。1942年，他任江苏省淮安县政府秘书。1944年任中共淮安县委副书记。
1945年11月，孔祥林奉派到苏占旅大接管学校，此后历任大连师范讲习所教务主任、联中校长兼中共党支部书记，后来他担任大连县政府秘书长。1947年3月之后，他历任旅顺市副市长、市长、市委书记。1951年，他任旅大市人民政府外事处处长。
1957年1月，他被调到北京任外交学院副院长兼党委副书记。文化大革命开始后，他于1967年被迫害致死。1979年，中华人民共和国外交部为他召开追悼大会，追认其为革命烈士。